# اورت ویلم بث

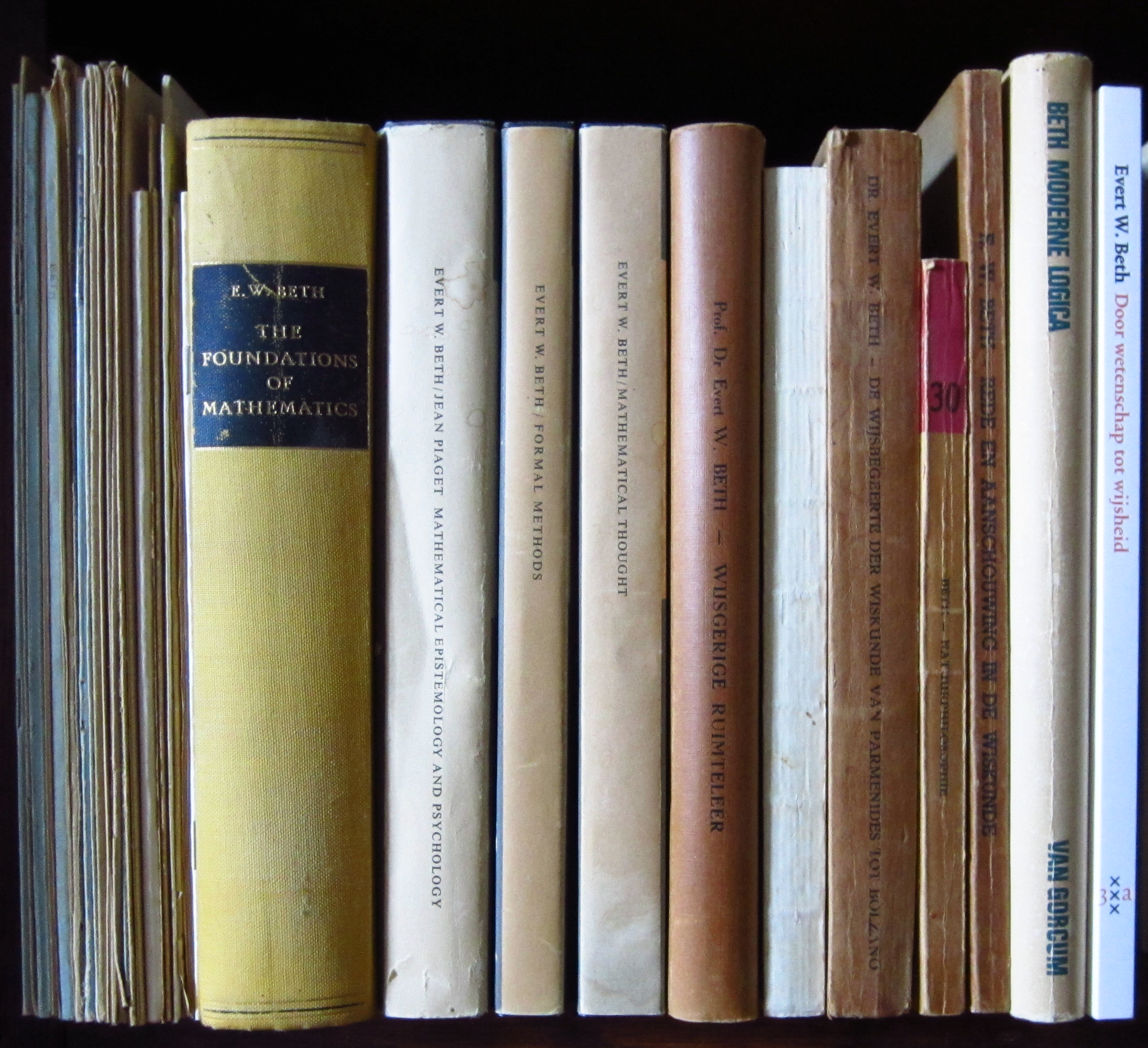
بخشی از انتشارات بث

اورت ویلم بث (۷ ژوئیه 1908 – ۱۲ آوریل ۱۹۶۴) یک فیلسوف و منطق دان هلندی بود که اساساً کارش به مبانی ریاضیات مربوط می‌شد. او عضو گروه سیگنیفیکیس (Significs) بود.

## زندگی‌نامه
بث در آلملو، شهر کوچکی در شرق هلند به دنیا آمد. پدرش ریاضیات و فیزیک را در دانشگاه آمستردام خوانده بود و در آنجا دکترای خود را دریافت کرده بود. اورت بث همان موضوعات را در دانشگاه اوترخت مطالعه کرد، اما سپس به مطالعه فلسفه و روان‌شناسی نیز پرداخت. دکترای او در سال ۱۹۳۵ در رشته فلسفه بود.
در سال ۱۹۴۶، او استاد منطق و مبانی ریاضیات در آمستردام شد. به غیر از دو وقفه کوتاه – یک دوره در سال ۱۹۵۱ به عنوان دستیار پژوهشی آلفرد تارسکی و در سال ۱۹۵۷ به عنوان استاد مدعو در دانشگاه جان هاپکینز – او تا زمان مرگش در سال ۱۹۶۴ به‌طور مداوم این سمت را در آمستردام داشت. او اولین شخص آکادمیک در کشورش در منطق و مبانی ریاضیات بود و در این مدت به‌طور فعال به همکاری‌های بین‌المللی در ایجاد منطق به عنوان یک رشته دانشگاهی کمک کرد.
در سال ۱۹۵۳ به عضویت آکادمی سلطنتی هنر و علوم هلند درآمد.
او در آمستردام درگذشت.

## مشارکت‌ها در منطق

### تئوری تعریف
قضیه تعریف بیان می‌کند که یک محمول (یا تابع یا ثابت) به‌طور ضمنی قابل تعریف است اگر و تنها در صورتی که به صراحت قابل تعریف باشد. توضیح بیشتر در زیر تعریف بث ارائه شده‌است.

### تابلوهای معنایی
مشهورترین مشارکت بث در منطق رسمی، تابلوهای معنایی است که رویه‌های تصمیم‌گیری برای منطق گزاره ای و منطق مرتبه اول هستند. این یک روش معنایی است - مانند جداول صدق ویتگنشتاین یا تفکیک جی. آلن رابینسون - برخلاف اثبات قضایای یک سیستم رسمی، مانند سیستم‌های بدیهی به کار رفته توسط فرگه، راسل و وایتهد، و هیلبرت، یا حتی کسر طبیعی Gentzen. تابلوهای معنایی یک روش تصمیم‌گیری مؤثر برای منطق گزاره ای هستند، در حالی که آنها فقط برای منطق مرتبه اول نیمه مؤثر هستند، زیرا منطق مرتبه اول غیرقابل تصمیم‌گیری است، همان‌طور که با قضیه چرچ نشان داده شده‌است. این روش به نظر بسیاری از نظر شهودی ساده است، به ویژه برای دانش آموزانی که با مطالعه منطق آشنایی ندارند، و سریعتر از روش جدول صدق است (که برای جمله ای با n حرف گزاره ای نیاز به جدولی با ۲ به توان n ردیف دارد). به همین دلایل، ویلفرد هاجز برای مثال تابلوهای معنایی را در کتاب درسی مقدماتی خود، منطق ارائه می‌کند و ملوین فیتینگ در ارائه منطق مرتبه اول برای دانشمندان کامپیوتر، منطق مرتبه اول و اثبات قضیه خودکار، همین کار را انجام می‌دهد.
شخص با این هدف شروع می‌کند که ثابت کند مجموعه خاصی {\displaystyle \Gamma \,} از فرمول‌ها بر فرمول دیگری دلالت دارد {\displaystyle \varphi \,} ، با توجه به مجموعه ای از قوانین تعیین شده توسط معنایی اتصالات فرمول‌ها (و کمی کننده‌ها، در منطق مرتبه اول). روش این است که صدق همزمان هر عضو را فرض کنیم {\displaystyle \Gamma \,} و از {\displaystyle \neg \varphi } (نفی {\displaystyle \varphi \,} ، و سپس قوانین را برای انشعاب این لیست به یک ساختار درخت مانند از فرمول‌های (ساده‌تر) اعمال کنید تا زمانی که هر شاخه ممکن حاوی یک تضاد باشد. در این مرحله ثابت خواهد شد که {\displaystyle \Gamma \cup \{\neg \varphi \}} ناسازگار است و بنابراین فرمول‌های {\displaystyle \Gamma \,} با هم دلالت دارند {\displaystyle \varphi \,} .

### مدل‌های بث
اینها دسته ای از مدل‌های رابطه ای برای منطق غیر کلاسیک هستند (ر. معناشناسی کریپکی).

## کتاب‌ها
- اورت دبلیو بث، مبانی ریاضیات. تحقیقی در فلسفه علم. XXVΊ + ۷۲۲ ص. آمستردام، هلند شمالی ۱۹۵۹.
- Evert W. Beth، Épistémologie mathématique et psychologie (با جی. پیاژه). ۳۵۲ ص. پاریس PUF 1961.
- اورت دبلیو بث، روش‌های رسمی: مقدمه‌ای بر منطق نمادین و مطالعه عملیات مؤثر در حساب و منطق. D. Reidel Publishing Company / دوردخت-هلند، ۱۹۶۲.
- اورت دبلیو بث، جنبه‌های منطق مدرن. D. Reidel Publishing Company / دوردخت-هلند، ۱۹۷۱.